# Загорское (Башкортостан)
Загорское (баш. Загорский) — деревня в Иглинском районе Республики Башкортостан Российской Федерации. Входит в состав Балтийского сельсовета.

## География

### Географическое положение
Расстояние до:
- районного центра (Иглино): 26 км,
- центра сельсовета (Балтика): 13 км,
- ближайшей ж/д станции (Иглино): 26 км.

## Население
| 2002 | 2009 | 2010 |
| ---- | ---- | ---- |
| 76   | ↘70  | ↘48  |

Согласно переписи 2002 года, преобладающие национальности — русские (48 %), белорусы (46 %).